# Anexo las Margaritas
Anexo las Margaritas är en ort i Mexiko.   Den ligger i kommunen Amatán och delstaten Chiapas, i den sydöstra delen av landet, 700 km öster om huvudstaden Mexico City. Anexo las Margaritas ligger 907 meter över havet och antalet invånare är 132.
Terrängen runt Anexo las Margaritas är bergig åt sydväst, men åt nordost är den kuperad. Runt Anexo las Margaritas är det ganska tätbefolkat, med 90 invånare per kvadratkilometer. Närmaste större samhälle är Pueblo Nuevo Jolistahuacan, 16,7 km söder om Anexo las Margaritas. I omgivningarna runt Anexo las Margaritas växer i huvudsak städsegrön lövskog.